# 24520 Abramson
24520 Abramson è un asteroide della fascia principale. Scoperto nel 2001, presenta un'orbita caratterizzata da un semiasse maggiore pari a 2,4392845 UA e da un'eccentricità di 0,1825254, inclinata di 6,37711° rispetto all'eclittica.